# الأكاديمية الملكية الأيرلندية
الأكاديمية الملكية الأيرلندية (بالأيرلندية: Acadamh Ríoga na héireann) هي واحدة من أكبر الجمعيات العلمية في أيرلندا. تأسست بحلول عام 1785 وحصلت على ميثاق ملكي في سنة 1786،  فكان من بين أول أعضائها فنانون وعلماء وكتاب من جميع أنحاء الجزيرة. يخضع المرشحون للانتخاب، عادة بعد نشرهم لعمل علمي مهم. بعد حصولهم على العضوية، يحمل كل عضو اختصار اسم الجمعية "MRIA" بعد اسمه. كما يمكن أيضا اختيار شخصيات أجنبية كأعضاء فخريين بناء على أعمالهم وما إذا كانت لديهم علاقة بأيرلندا.
تقود الأكاديمية الملكية الأيرلندية مشاريع بحثية وطنية مهمة، لا سيما في المجالات المتعلقة بأيرلندا وموروثها. تمتلك الجمعية مكتبة فريدة معترف بها عالميا، كما تعد أيضا ناشر أكاديمي رائدا. تتوفر الأكاديمية حاليا على ما مجموعه501 عضوا، بما في ذلك أعضاء فخريين من خارج أيرلندا، تم انتخابهم تقديرا لإنجازاتهم العلمية والأكاديمية.
حتى أواخر القرن التاسع عشر، كانت الأكاديمية الملكية الأيرلندية هي المالك لمجموعة الآثار الوطنية الأيرلندية. حيث قدمت مجموعة من القطع الأثرية والأشياء الأخرى المشابهة، بما فيها قطعا أثرية مشهورة على غرار بروش تارا، وكونغ كروس وكأس أرداغ، إلى ما يسمى حاليا بالمتحف الوطني الأيرلندي. لكنها لاتزال محتفظة بمجموعة من المخطوطات البالغة الأهمية تاريخيا، على غرار مخطوطة ال" الكاثاك الشهيرة، وكتاب باليموث وحوليات الأساتذة الأربعة (بالإنجليزية: Annals of Four Masters).

## بيان المهام
بيان الأهداف الصادر عن الأكاديمية هو كا الآتي:
تلتزم الأكاديمية الملكية الأيرلندية، باعتبارها أكاديمية للعلوم والعلوم الإنسانية بالعمل في جميع أنحاء أيرلندا، على تعزيز التميز الأكاديمي، والاعتراف بالإنجازات المحققة في مجال التعلم، وبرامج الأبحاث المباشرة، كما تتعهد أيضا بالقيام بمشاريع أبحاث خاصة في المجالات المتعلقة بأيرلندا وتراثها.
ذات الأكاديمية تتعهد أيضا بتناول النقاش العام والمساهمة في صياغة السياسات العامة وكذا تقديم المشورة بشأنها وشأن القضايا ذات الأهمية الكبرى في العلم والتكنولوجيا والثقافة. وسيستمر في توفير منتدى مستقل للباحثين الأيرلنديين، وشبكة دعم للتخصصات العلمية من خلال شبكة لجان الأكاديمية، مع الحفاظ على مكتبتها الفريدة وتعزيز، ونشر مقالات علمية وتمثيل مجالات التعلم الايرلندية دوليا.

## العضوية
انتخاب أعضاء في الأكاديمية الملكية الأيرلندية هو بمثابة اعتراف علني بتميزهم الأكاديمي في مجالهم، بل ويعتبر أحيانا أعلى تكريم أكاديمي في أيرلندا. بمجرد الحصول على العضوية، يحق للمنتسبين استخدام اختصال تسمية الأكاديمية "MRIA" بعد أسمائهم. انتخاب الأعضاء يتم على أساس المساهمة الكبيرة في البحث الأكاديمي والجامعي. مع ذلك، فإن بعض الأعضاء المنتخبين ليسوا أكاديميين بالضرورة، بل حصلوا على هذا اعتراف تقديرا لمساهمات أخرى في المجتمع، على غرار موظفي الخدمة العامة السابقون والمحسنون وقادة الحياة السياسية والاقتصادية وغيرهم. (انظر الأعضاء البارزين أدناه)
لكي يتم انتخاب المرشح، يجب أن يقترحه ويوصي به أولا من طرف خمسة من أعضاء الأكاديمية. ليتم الاختيار في وقت لاحق من قبل لجنة دورية مكونة من أعضاء حاليين، لا تعرف أسمائهم خارج الأكاديمية. في الوقت الحاضر، يتم انتخاب عشرين عضوا كل سنة، موزعين بالتساوي بين العلوم والإنسانيات. العضوية هي مفتوحة فقط لأولئك المقيمين في أيرلندا.
قد يتم منح العضوية الفخرية للأفراد الذين قدموا
مساهمات بارزة في تخصصهم الأكاديمي، ولكنهم
يقيمون عادة خارج جزيرة أيرلندا. حيث يجب على اثنين من الأعضاء الحاليين على الأقل اقتراح مرشح للعضوية الفخرية والتوصية به. بعد الانتخاب يحق للأعضاء الفخريين استخدام تسمية "Hon. MRIA" بعد أسمائهم.

## المنشورات
الأكاديمية الملكية الأيرلندية هي واحدة من أقدم الناشرين في أيرلندا، بدءا من سنة 1787. تنشر الأكاديمية حاليا ما ست دوريات أكاديمية هي: مجلة إريو، دراسات أيرلندية في الشؤون الدولية، مناقشات في الرياضيات من الأكاديمية الملكية الأيرلندية، أعمال الأكاديمية الملكية الأيرلندية-القسم سي والمجلة الأيرلندية لعلوم الأرض والبيولوجيا والبيئة. كما وتشمل منشورات مشاريع الأبحاث الأكاديمية كلا من سلسلة أطلس المدن الأيرلندية التاريخية، وثائق السياسة الخارجية الأيرلندية، القاموس التاريخي لأيرلندا الحديثة (بالأيرلندية: Foclóir na nua-Ghaeilge)، والمعجم اللاتيني للعصور الوسطى من مصادر
سلتيك، والمسح الجديد لجزيرة كلير. بحلول عام 2014، نشرت الأكاديمية (بالاشتراك مع مطبعة جامعة ييل) خمسة مجلدات تحت عنوان الفن والهندسة المعمارية في أيرلندا.

## لجان الأكاديمية
بدأت الأكاديمية الملكية الأيرلندية خلال سنوات الخمسينيات في تشكيل لجان وطنية، ارتبطت كل واحدة منها بنظام معين. في وقتنا الحلي، أصبح الهدف الرئيسي لتلك اللجان الأكاديمية هو عمل كل منها كأداة إستراتيجية لتمثيل تخصصها كمنتدى وطني، بالإضافة إلى المساهمة في وضع السياسة وحصر الأولويات البحثية والقضايا ذات الاهتمام العام، كتغير المناخ على سبيل المثال. كما أنها تنظم أنشطة التوعية للعامة، مثل المحاضرات والمحادثات العامة، وتقدم منح البحوث والسفر. يمكن أن تتكون لجان الأكاديمية من الأعضاء وغير الأعضاء، بما في ذلك ممثلين عن الجامعات ومعاهد البحوث والوكالات الحكومية، وعند الاقتضاء، الصناعية كذلك.
تنقسم هذه اللجان إلى نوعين: 

لجان العلوم: تغير المناخ والعلوم البيئية؛ الهندسة وعلوم الحاسب؛ الجغرافيا وعلوم الأرض؛ الحياة والعلوم الطبية؛ والعلوم الفيزيائية والكيميائية والرياضية.
لجان العلوم الإنسانية والاجتماعية: الدراسات الأخلاقية والسياسية والقانونية والفلسفية؛ دراسات تاريخية؛ علوم الاجتماع؛ دراسات اللغات والأدب والثقافة والتواصل؛ اللغة الايرلندية؛ الأدب الايرلندي والثقافات السلتية.

## الحوكمة
يتحمل الرئيس ومجلسه مسؤولية الإدارة العامة والتنظيم داخل الأكاديمية. يتم انتخابهم سنويا في الاجتماع المنعقد في 16 مارس من كل سنة. حيث يستمر الرئيس في منصبه لمدة ثلاث سنوات. يتم اختيار أعضاء المجلس من أعضاء يمثلون كلا القسمين في الأكاديمية (العلوم والإنسانيات). تتجلى وظيفة المجلس المنتخب أساسا في صياغة السياسات والتوصية بالمرشحين للعضوية.
تسهر اللجنة التنفيذية على دعم المجلس في الإشراف على الأعمال اليومية للأكاديمية. يتكون أعضاء اللجنة التنفيذية من الرئيس ونائب الرئيس، أمين السر، أمين الصندوق، أمناء العلوم والعلوم الإنسانية، الأمين التنفيذي، أمين العلاقات الدولية ووكيل الموظفين.
أصبحت الأكاديمية الملكية الأيرلندية بحلول 31 مايو 2006 هيئة محددة يحكمها قانون حرية المعلومات لعام 1997 وقانون حرية المعلومات المعدل سنة 2003.